# Усельо
Усѐльо (на италиански: Usseglio; на пиемонтски: Usej, Усей, на окситански: Isseui, Исеуй, на френски: Ussel, Юсел) е село и община в Метрополен град Торино, регион Пиемонт, Северна Италия. Разположено е на 1265 m надморска височина. Към 1 януари 2020 г. населението на общината е 200 души, от които 6 чужди граждани.